# Chop Shop (2014)
Chop Shop (bra: Desmanche - Perigo nas Ruas) é uma série de TV de 2014 dos Estados Unidos. Foi produzida pela Insurge Pictures, selo da Paramount especializada em produções de micro orçamento. Foi distribuída pela internet pela Machinima. No Brasil, foi apresentada pela Rede Globo e Netflix em formato de filme.

## Elenco
- Ana Ayora ... Sofia (6 episódios, 2014)
- John Bregar ... Porter (6 episódios, 2014)
- Luis Moncada ... Grueso (6 episódios, 2014)
- Rene Moran ... Caine (6 episódios, 2014)
- Danny Mora ... Tommy (5 episódios, 2014)